# 约翰·P·克拉文
约翰·皮納·克拉文（英語：John Piña Craven，1924年10月30日—2015年2月12日）是一名美国科学家，开创了以贝叶斯搜索理论在海上找回丢失的物体而闻名。他是美国海军特别项目办公室的首席科学家。在他任内，创造了搜寻K-129、窃听苏联通讯电缆、捞洲际导弹弹头等一系列成就。

## 生平
1924年约翰·P·克拉文出生在纽约布鲁克林 曾获得康奈尔大学文学学士，加州理工理学硕士，也是爱荷华大学博士，还拥有喬治華盛頓大學法學院的法律文凭。

在爱荷华大学期间，他与Dorothy Drakesmith结识，后者后来成为他的妻子 
克拉文40年里致力于海洋系统领域的工程研发创新。在孩童时代，克拉文在布鲁克林技术高中学习海洋学，他也相当熟悉长岛的海滩和纽约的水域。
二战期间，克拉文在新墨西哥號戰艦（BB-40）上服役。  1944年，克拉文被海军V-12项目选中作为培训生，作为海军少尉服役。

## 影响
著有《静谧之战：海洋之下的冷战》